# Nigel Morland
Pour les articles homonymes, voir Morland.
Nigel Morland, né Carl Van Biene le 24 juin 1905 à Londres et mort en 1986, est un romancier et un auteur britannique de roman policier. Il a signé plusieurs de ses œuvres sous divers pseudonymes : Norman Forrest, John Donavan, Roger Garnett, Neal Shepherd, Vincent McCall et Mary Dane.

## Biographie
Né dans une riche famille bourgeoise, il reçoit une éducation privée. Dès l’âge de 14 ans, il exerce une foule de petits métiers dans le milieu du journalisme et de l’édition en Angleterre et prend le nom de Nigel Morland. Il travaille ensuite dans le milieu de la presse en Extrême-Orient, notamment à Shanghai. Il est un temps le secrétaire de l’écrivain Edgar Wallace et, à ce titre, il séjourne aux États-Unis. Entre 1927 et 1934, il publie sous divers pseudonymes des nouvelles pour de nombreux pulps américains et est un nègre littéraire pour des scénaristes d’Hollywood.
Il amorce sa carrière de romancier avec The Sibilant Whisper, un récit psychologique publié à Shaghai en 1923. À partir de 1935, il se lance dans le roman policier avec The Phantom Gunman, où apparaît son personnage récurrent le plus connu, Mrs. Palmyra Pym, une employée du Ministère de la Guerre déléguée à Scotland Yard pour mener à bien des enquêtes spéciales. Plusieurs des romans de la série font la part belle au fantastique dans une atmosphère qui rappelle certains récits d’Edgar Wallace. En 1940, l’actrice Mary Clare a incarné Mrs. Pym au cinéma dans le film Mrs. Pym of Scotland Yard, dont le scénario et les dialogues sont signés par Nigel Morland.
L’auteur a également créé d’autres personnages récurrents : l’inspecteur-chef Andy McMurdo, Steven Malone, l’inspecteur Rory Luccan. Les deux romans parus sous la signature de Norman Forrest mettent en scène l’irlandais John Finnegan. En parallèle, sous le pseudonyme de John Donavan, il donne vie au sergent Johnny Lamb et, sous celui de Roger Garrett à l’inspecteur-chef Jonathan Black et au détective amateur R. I. Perkins.
Nigel Morland s’est intéressé dans quelques ouvrages à la médecine légale et à la criminologie, en plus de fonder des magazines spécialisés qui leur sont consacrés. Il a aussi fait paraître deux recueils de poésie à Paris et deux pièces de théâtre.
En 1953, il est l’un des membres fondateurs du Crime Writers Association (en).

## Œuvre

### Romans

#### SérieMrs. Palmyra Pym
- The Phantom Gunman (1935) Publié en français sous le titre Le Bandit fantôme, Paris, Éditions Rouff, coll. « La Clé » no 5, 1938
- The Moon Murders (1935)
- The Street of Leopard (1936) Publié en français sous le titre La Chaussée de l'épouvante, Paris, Éditions de France, coll. À ne pas lire la nuit no 131, 1939
- The Clue of the Bricklayer’s Aunt (1936)
- The Clue in the Mirror (1937)
- The Case Without a Clue (1938)
- A Rope for the Hanging (1938)
- A Knife for the Killer ou Murder at Radio City (1939)
- A Gun for a God ou Murder in Wardour Street (1940)
- The Clue of the Careless Hangman ou The Careless Hangman (1940)
- The Corpse of the Flying Trapeze (1941)
- A Coffin for the Body (1943)
- Dressed to Kill (1947)
- She Lady Had a Gun (1951)
- Call Him Early for the Murder (1952)
- Sing a Song for Cyanide (1953)
- Look in Any Doorway (1957) Publié en français sous le titre Une tête tombe, Paris, Éditions de Trévise, coll. « Le Cachet » no 4, 1960
- A Bullet for Midas (1958)
- Death and the Golden Boy (1958)
- The Concrete Maze (1960)
- So Quiet a Death (1960)
- The Dear Dead Girls (1961)

#### SérieInspecteur-chef Andy McMurdo
- No Coupons for a Shroud (1949)
- Two Dead Charwomen (1949)
- The Corpse Was No Lady (1950)
- Blood of the Stars (1951)
- He Hanged His Mother on Monday (1951)
- The Moon Was Made for Murder (1953)
- Death to the Ladies (1959)

#### SérieSteven Malone
- Strangely She Died (1946)
- She Didn’t Like Dying (1948)
- Death Takes an Editor (1949)
- Death for Sale (1957)

#### SérieInspecteur-chef Rory Luccan
- Death When She Wakes (1951)
- A Girl Died Singing (1952)

#### Autres romans
- The Sibilant Whisper (1923)
- Dumb Alibi (1941)
- Murder Runs Wild (1946)
- The Hatchet Murders (1947)
- Fish Are So Trusting (1948)

#### Signés Norman Forrest
- Death Took a Publisher (1936) Publié en français sous le titre La Mort d’un éditeur, Paris, Librairie des Champs-Élysées, Le Masque no 237, 1937
- Death Took a Greek God (1937)

#### SérieSergent Johnny Lambsignée John Donavan
- The Case of the Rusted Room (1937)
- The Case of the Beckoning Dead (1938)
- The Case of the Talking Dust (1938)
- The Case of the Coloured Wind ou The Case of the Violet Smoke (1939)
- The Case of the Plastic Man ou The Case of the Plastic Mask (1940)

#### Autre roman signé John Donavan
- The Death Have No Friends (1952)

#### SérieInspecteur-chef Jonathan Blacksignée Roger Garnett
- Death in Piccadilly (1937)
- The Croaker (1938)
- Danger - Death at Work (1939)
- A Man Died Talking (1943)

#### SérieR. I. Perkinssignée Roger Garnett
- Starr Bedford Dies (1937)
- The Killing of Paris Norton (1938)

#### Autres romans signés Roger Garnett
- Death Spoke Sweetly (1946)
- Dusty Dead (1948)

#### SérieInspecteur-chef Michel “Napper” Tandysignée Neal Shepherd
- Dead Flies Low (1938)
- Dead Walks Softly (1938)
- Dead Rides Swiftly (1939) Publié en français sous le titre La mort est prompte, Paris, Rouff, coll. La Clé no 47, 1947
- Exit to Music: a Problem in Detection (1940)

#### Signé Vincent McCall
- Smash and Grab (1946)

#### Signé Mary Dane
- Death Traps the Killer (1938)

### Nouvelles

#### Recueils de nouvelles de la sérieMrs. Pym
- Mrs. Pym and Scotland Yard (1946)
- Mrs. Pym, and Other Stories (1976): “He got what she wanted”, “The voices”, “No cloak, no dagger”, “Whistle in the dark”, “Flowers for an angel”, “Death and the golden west”, “Change of air”, “Cyanide city”, “Margin of eternity”, “The second death”, “Police work”, “Glimpse of the obvious”, “All in the night's work”, “Once upon a time”, “The haunting of Craig Tara”, “A high and windy place”, “The Chelsea miracle”

#### Autres recueils de nouvelles
- Death Takes a Star (1943)
- The Sooper’s Cases (1943)
- The Laboratory Murder, and Other Stories (1944)
- Eleven Thrilling Mysteries (1945), signé Vincent McCall
- The Corpse in the Circus, and Other Stories (1946)
- The Big Killing (1946)
- How Many Coupons for a Shroud? (1946)
- 26 Three Minute Thrillers (1947)
- Eve Finds the Killer (1947), signé Roger Garnett
- The Case of the Innocent Wife (1947)
- Exit to the Music, and Other Stories (1947)

#### Nouvelle isolées de la sérieMrs. Palmyra Pym
- Flowers for an Angel (1951)
- You Never Know with Women (1952)
- The Clue of the Double Lover (1953)
- The Talking Gun (1953)
- The Faded Moquette (1955) Publié en français sous le titre La Moquette déteinte, Paris, Fayard, Le Saint détective magazine no 142, décembre 1966
- Blood in the Background (1956) Publié en français sous le titre Meurtre en prison, Paris, Fayard, Le Saint détective magazine no 39, mai 1958
- Death Runs Wild! (1956)
- The Skylight Man (1956)
- Change of Air (1969)

#### Nouvelles isolées
- Mary! A Story of the Magdalene (1932), en collaboration avec Peggy Barwell
- Hold Back My Gallows (1953)
- Death Took a Ghost (1953)
- The Case of Neville Heath (1953)
- The Case of Evraud & Bompard (1953)
- The Case of teh Gentle Murderer (1953)
- The Bywaters-Thompson Case (1954)
- Horror in Gardenholme Linn (1954)
- Arsenic and Young Love (1954)
- The Innocence of Florence Maybrick (1954)
- The Loves of Mrs. Rattenburg (1954)
- All in a Night's Work (1961)
- Before Your Very Eyes! (1961)
- Don't Smile-It Might Be You (1962)
- Introducing V.I. Pybus (1963)
- The Chelsea Miracle (1974)

### Poésie
- Cachexia (1930)
- Abrakadabra! (1932)

### Théâtre
- The Goofus Man : a Fantasy for Children (1930)
- Dawn Was Theirs (1932), en collaboration avec Peggy Barwell

### Essais
- People We Have Never Met (1931), en collaboration avec Peggy Barwell
- Finger Prints : an Introduction to Scientific Criminology (1936)
- How to Write Detective Novels (1936)
- The Conquest of Crime (1937)
- Crime Against Children: an Aspect of Sexual Criminology (1939)
- An Outline of Scientific Criminology (1950)
- Hangman’s Clutch (1954)
- Background to Murder (1955)
- This Friendless Lady (1957)
- That Nice Miss Smith (1958)
- Science in Crime Detection (1958)
- An Outline of Sexual Criminology (1966)
- Pattern of Murder (1966)
- An International Pattern of Murder (1977)
- Who’s Who in Crime Fiction (1980)

### Scénario
- 1940 : Mrs. Pym of Scotland Yard, film britannique avec Mary Clare

## Sources
- Jacques Baudou et Jean-Jacques Schleret, Le Vrai Visage du Masque, vol. 1, Paris, Futuropolis, 1984, 476 p. (OCLC 311506692), « Norman Forrest », p. 206-207.
- (en) John M. Reilly (Ed.), Twentieth-century crime and mystery writers, New York, St. Martin's Press, coll. « Twentieth-century writers of the English language », 1982 (réimpr. 1991), 2e éd., 1568 p. (ISBN 978-0-312-82417-4, OCLC 6688156), p. 657-659.